# Chelodina parkeri
Chelodina parkeri е вид костенурка от семейство Змиеврати костенурки (Chelidae). Видът е уязвим и сериозно застрашен от изчезване.

## Разпространение
Разпространен е в Индонезия и Папуа Нова Гвинея.